# (164207) 2004 GU9
(164207) 2004 GU9 – planetoida z grupy Apollo należąca do obiektów NEO i PHA.

## Odkrycie
Została odkryta 13 kwietnia 2004 w programie LINEAR w Lincoln Laboratory ETS w Socorro. Nazwa planetoidy jest oznaczeniem tymczasowym.

## Orbita
(164207) 2004 GU9 krąży wokół Słońca w rezonansie 1:1 z Ziemią, jest więc klasycznym obiektem koorbitalnym. Planetoida okrąża Słońce w ciągu blisko 366 dni w średniej odległości 1,00 j.a. Nachylenie jej orbity względem ekliptyki to 13,64°, a mimośród jej orbity wynosi 0,13.